# Monasterio de San Francisco el Real (Cáceres)
El monasterio de San Francisco el Real es un edificio histórico del siglo XV ubicado en la ciudad española de Cáceres. Construido originalmente como un monasterio franciscano, ha tenido varios usos a lo largo de su historia, siendo actualmente el complejo cultural principal de la Diputación Provincial de Cáceres.
En la organización territorial de la ciudad, ocupa el centro del barrio de San Francisco, al que da nombre, dentro del distrito Centro-Casco Antiguo. Sin embargo, originalmente fue construido un kilómetro al sur del límite de la entonces villa de Cáceres, quedando incluido en el siglo XX en la expansión urbana al construirse el vecino complejo de instalaciones públicas conocido como "El Rodeo", lo que hace que el edificio destaque por su antigüedad en su entorno.
Pese a no formar parte de la ciudad vieja de Cáceres, cuando esta fue declarada Bien de Interés Cultural como Conjunto Histórico en 1949, se incluyó al monasterio dentro de dicho conjunto.

## Localización

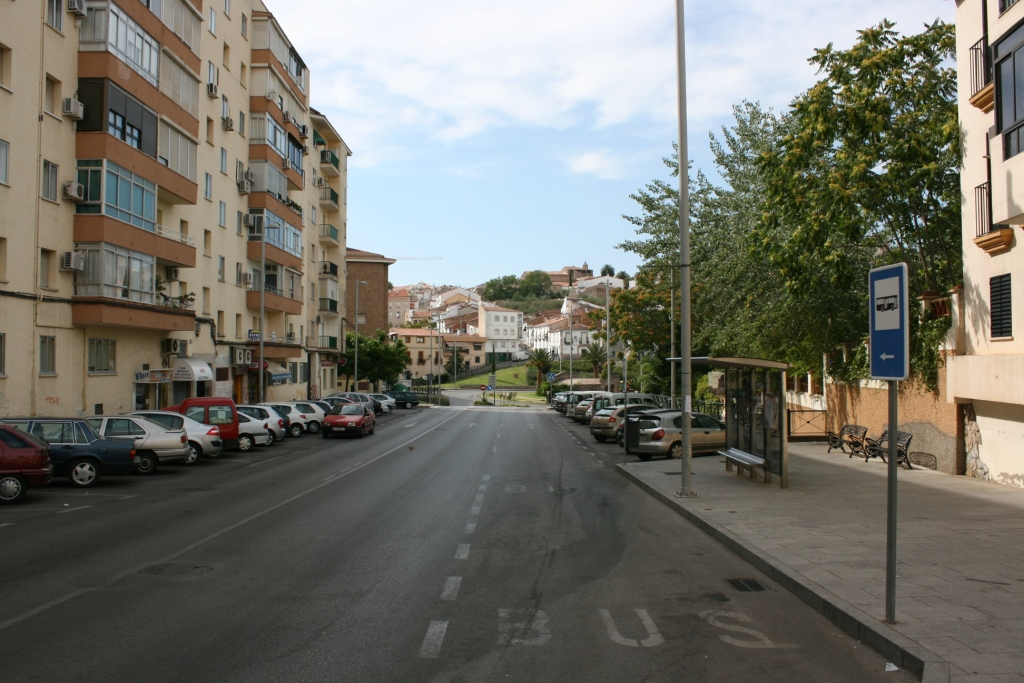
Vista de un tramo de la ronda de San Francisco en los alrededores del monasterio.

Tras la reforma territorial de 2008, pertenece al barrio de San Francisco del distrito Centro-Casco Antiguo. Actualmente se ubica junto a una importante vía de comunicación conocida como "ronda de San Francisco", que une el casco antiguo de la ciudad con el polígono industrial Charca Musia. En su parte trasera fluye el arroyo del Marco, donde el monasterio tuvo huertas; en torno a ese arroyo se conservan todavía monumentos agrícolas históricos como la Fuente Fría y varios molinos.
La ubicación del monasterio dentro de la ciudad data del siglo XX. Cuando se construyó en el siglo XV se hallaba en terreno rústico y así figura todavía en mapas del siglo XIX, donde se muestra a la ronda de San Francisco como un camino arbolado que unía la entonces villa de Cáceres con la ermita del Espíritu Santo. Este camino arbolado se cita en el diccionario de Madoz como el único paseo arbolado periférico que había en Cáceres a mediados del siglo XIX, construido en 1752 con dos carreras de álamos negros.

## Historia

### Período monástico (1472-1836)
El monasterio franciscano fue fundado por el fraile valenciano Pedro Ferrer con la ayuda del noble local Diego García de Ulloa y del obispo Íñigo Manrique de Lara, autorizado por bula del papa Sixto IV el 3 de diciembre de 1472. El edificio fue construido principalmente durante el reinado de los Reyes Católicos con el mecenazgo tanto de las familias nobles locales como de importantes personalidades foráneas, destacando el apoyo del cardenal Mendoza.

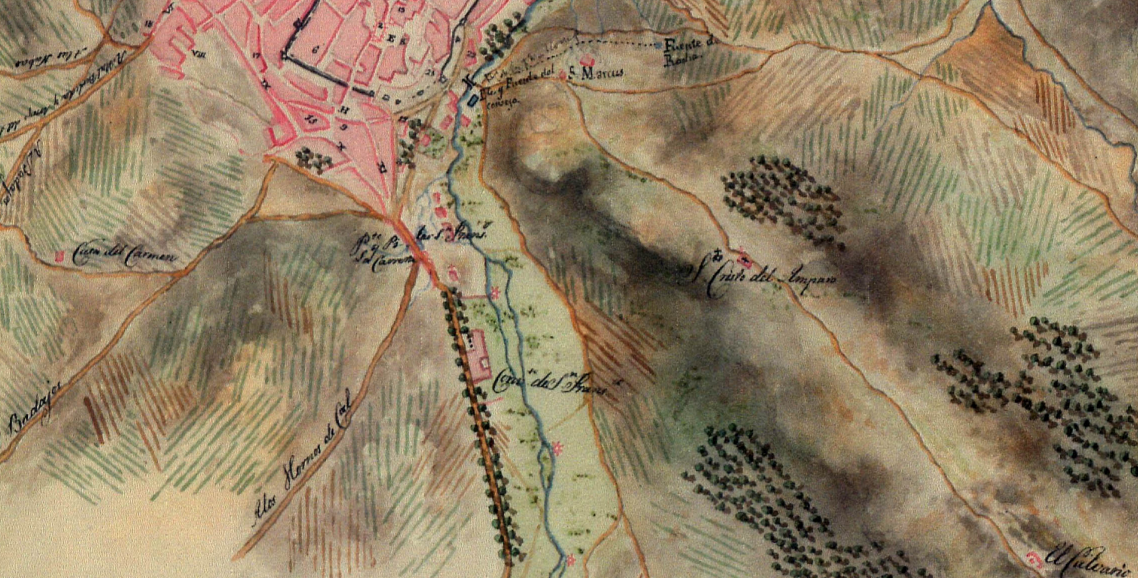
Mapa de 1822 en el que se muestra al monasterio con su paseo fuera del casco urbano de la entonces villa de Cáceres.

La fundación del monasterio no fue sencilla, ya que en Cáceres no existía en aquella época mucho interés por establecer órdenes religiosas. Junto con la falta inicial de patrocinadores interesados, el principal obstáculo estaba en el fuero de la villa otorgado en 1229 por Alfonso IX de León, que limitaba los derechos de propiedad de las órdenes en la villa para evitar posibles reclamaciones territoriales de la Orden de Santiago como herederos históricos de los Fratres de Cáceres. Tampoco ayudaba el hecho de que la rama femenina franciscana había fundado ya un convento en el interior de la villa en 1449, el convento de San Pablo. Pese a todo, el propio concejo de la villa terminó dando el visto bueno al proyecto.
Para garantizar la estabilidad económica del cenobio, que se mantuvo hasta principios del siglo XIX, se fundó en 1496 la Cofradía Penitencial de San Francisco, formada por nobles y religiosos de la villa, a la cual se sumó en 1623 la Cofradía de San Diego de Alcalá. En la segunda mitad del siglo XVI se realizó la principal obra de ampliación que se produjo durante el período monástico del edificio. En el siglo XVIII había aquí un colegio de teología escolástica y también contaba con una enfermería, según se indica en el interrogatorio de la Real Audiencia de Extremadura de 1791:

Los conventos son siete: [...] El de Observantes de San Francisco, extramuros de esta villa, a muy corta distancia de ella, tiene treinta y dos religiosos, los veintitrés sacerdotes, dos coristas y siete legos, siendo el número de su fundación, de cuarenta y seis. La sustancia depende de limosnas que ofrecen los fieles, unas onerosas como misas y sermones y otras gratuitas. En este convento hay un colegio mayor compuesto de tres lectores, un maestro de estudiantes y colegiales, los que habiendo estudiado Filosofía y Teología y hecha oposición, concurren a él a rehacerse, y en él se enseña públicamente a cuantos quieren instruirse en Teología Escolástica, Derecho Canónico, Moral y Filosofía. Su fundación fue a petición hecha por la villa y su ordinario, expidiendo Bula Sixto IV el 3 de diciembre de 1472. Su fundador religioso fue el V P E R. Pedro Ferrer, y por lo real los Reyes Católicos don Fernando y doña Isabel, don Pedro González de Mendoza, arzobispo de Toledo, don Iñigo Manrique de Lara, obispo de Coria y el noble Ayuntamiento de Cáceres, siendo patronos los Reyes Católicos. 
 Hay dos enfermerías, una para religiosos de dicho convento de Observantes de Cáceres, que se mantiene de las limosnas de él y las que dan los individuos de la nobleza, a los que llaman alcobistas y tienen su armas respectivas en las alcobas de la enfermería cuando las ocupan religiosos enfermos. [...]
Interrogatorio de la Real Audiencia de Extremadura sobre la villa de Cáceres, texto histórico de 1791.

La situación caótica que se produjo en España en la primera mitad del siglo XIX provocó la exclaustración del convento. Durante la Guerra Peninsular fue saqueado varias veces por los invasores franceses, llegando a ser dirigidos algunos de los ataques por destacados generales como Soult o Foy. En los ataques franceses se perdieron el órgano y el retablo mayor. No obstante, el hecho más catastrófico se produjo en 1823, cuando las tropas liberales de Juan Martín Díez quemaron el edificio por haber dado asilo en sagrado a absolutistas. El monasterio quedó irrecuperable y su mal estado facilitó que fuera desamortizado en 1836, dedicándose durante la primera guerra carlista a albergar un cuartel de caballería. Las cofradías se trasladaron a la iglesia de San Mateo, que era la parroquia matriz del monasterio, y las huertas fueron malvendidas.

### Hospital provincial (1841-1892)

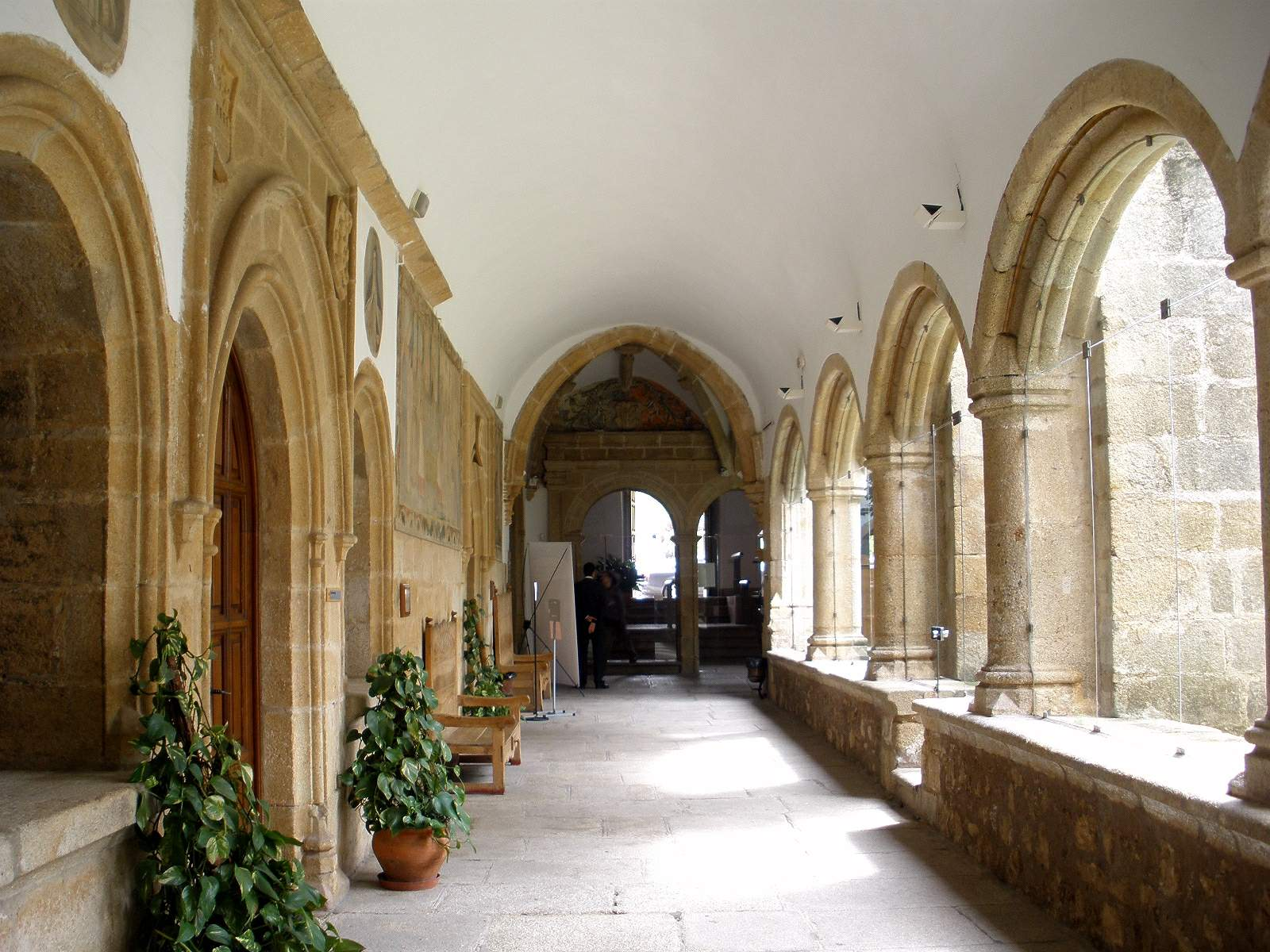
Claustro principal del monasterio.

Hasta principios del siglo XIX, la entonces villa de Cáceres, que en el censo de 1842 superaba por poco los diez mil habitantes, carecía de una institución sanitaria estable similar a los actuales hospitales por su escasa población, estando los enfermos repartidos en múltiples edificios del casco urbano. Para unificar las prestaciones sanitarias, en 1833 se creó la Junta Provincial de Beneficencia, que en 1834 estableció mediante fundación un hospital unificado en el convento de Santo Domingo, que también había sido desamortizado; este hospital sería conocido con el tiempo como hospital Nuestra Señora de la Montaña. El edificio se quedó rápidamente pequeño y en 1841 fue trasladado el nuevo hospital, junto con su inclusa, al monasterio de San Francisco, que con el tiempo también compartiría espacios en el mismo siglo con un orfanato y un hospicio de niños.
Durante el tiempo que el edificio albergó el hospital se realizaron notables reformas, que principalmente afectaron al interior del edificio. En estas reformas, las necesidades higiénicas obligaron a destruir una gran colección de frescos que hasta entonces mostraban elementos religiosos en todos los claustros y en el vestíbulo.
El edificio tenía capacidad para entre 50 y 80 enfermos y estuvo administrado por las Hermanas de la Caridad. Sin embargo, en una inspección médica realizada en 1854 se comprobó que no reunía las mejores condiciones sanitarias, pues era excesivamente húmedo por hallarse en el valle del arroyo del Marco y las habitaciones estaban muy mal iluminadas para los enfermos que necesitasen luz solar. Como consecuencia de ello, en las tres décadas posteriores la Diputación Provincial de Cáceres centró sus esfuerzos en construir el que sería el edificio definitivo del hospital Nuestra Señora de la Montaña, que fue inaugurado en 1892 en lo que actualmente es el barrio de Cánovas.

### Etapa posterior al hospital (1892-1981)

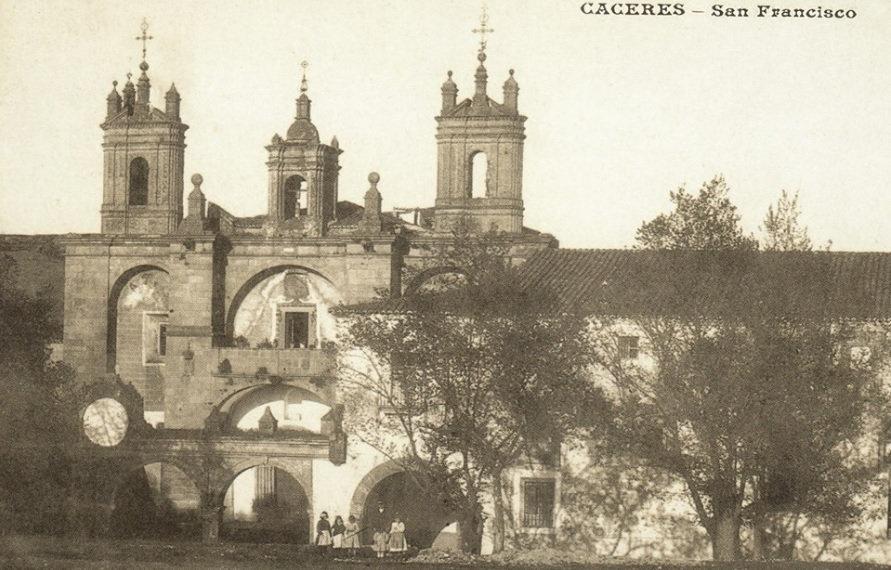
El monasterio en 1910.

Tras el traslado de ubicación del hospital, el edificio del monasterio continuó albergando el hospicio de niños, que perduró durante buena parte del siglo XX. En la Guerra Civil volvió a utilizarse un siglo después como cuartel, en este caso para regulares marroquíes y expedicionarios italianos; esto ocurrió durante los tres años que duró la guerra y compartiendo espacio con el hospicio. Durante este período se produjo en 1915 el retorno de los franciscanos a la ahora ciudad de Cáceres: al estar ocupado su monasterio histórico, se asentaron en el convento de Santo Domingo y abrieron junto a su nuevo convento el colegio San Antonio de Padua, que sigue funcionando desde 2003 en el barrio de La Sierrilla.
Después de abandonar los militares el cuartel tras terminar la Guerra Civil, el hospicio se convirtió en colegio provincial, lo cual se aprovechó para realizar importantes obras de reforma. Al mismo tiempo, en 1949 se convirtió en uno de los monumentos incluidos en el Conjunto Histórico de la ciudad vieja de Cáceres sin formar parte del recinto amurallado. Esto le otorgó al edificio el estatus de Bien de Interés Cultural, lo que a largo plazo serviría para que en 1986 la Unesco lo integrara en los Extramuros de Cáceres, una zona de protección paisajística en torno al recinto amurallado declarado Patrimonio de la Humanidad, a pesar de que el monasterio nunca había formado parte de los Extramuros de la villa por hallarse fuera de ella.

[...]Se declara Conjunto Monumental en la ciudad de Cáceres el constituido por los edificios hlstórico-artisticos existentes dentro de la vieja muralla, el formado por las construcciones de la Plaza Mayor, y, además, el Palacio de Abrantes, la Casa de los Trucos, la Casa de la Isla, la Casa de la Roca, Colegio Viejo de San Pedro, la Iglesia de Santiago, la Iglesia y Convento de San Francisco, la Ermita del Espíritu Santo y el Santuario de Nuestra Señora de la Montaña [...]
DECRETO de 21 de enero de 1949 por el que se declara Conjunto Monumental el que se indica de la ciudad de Cáceres

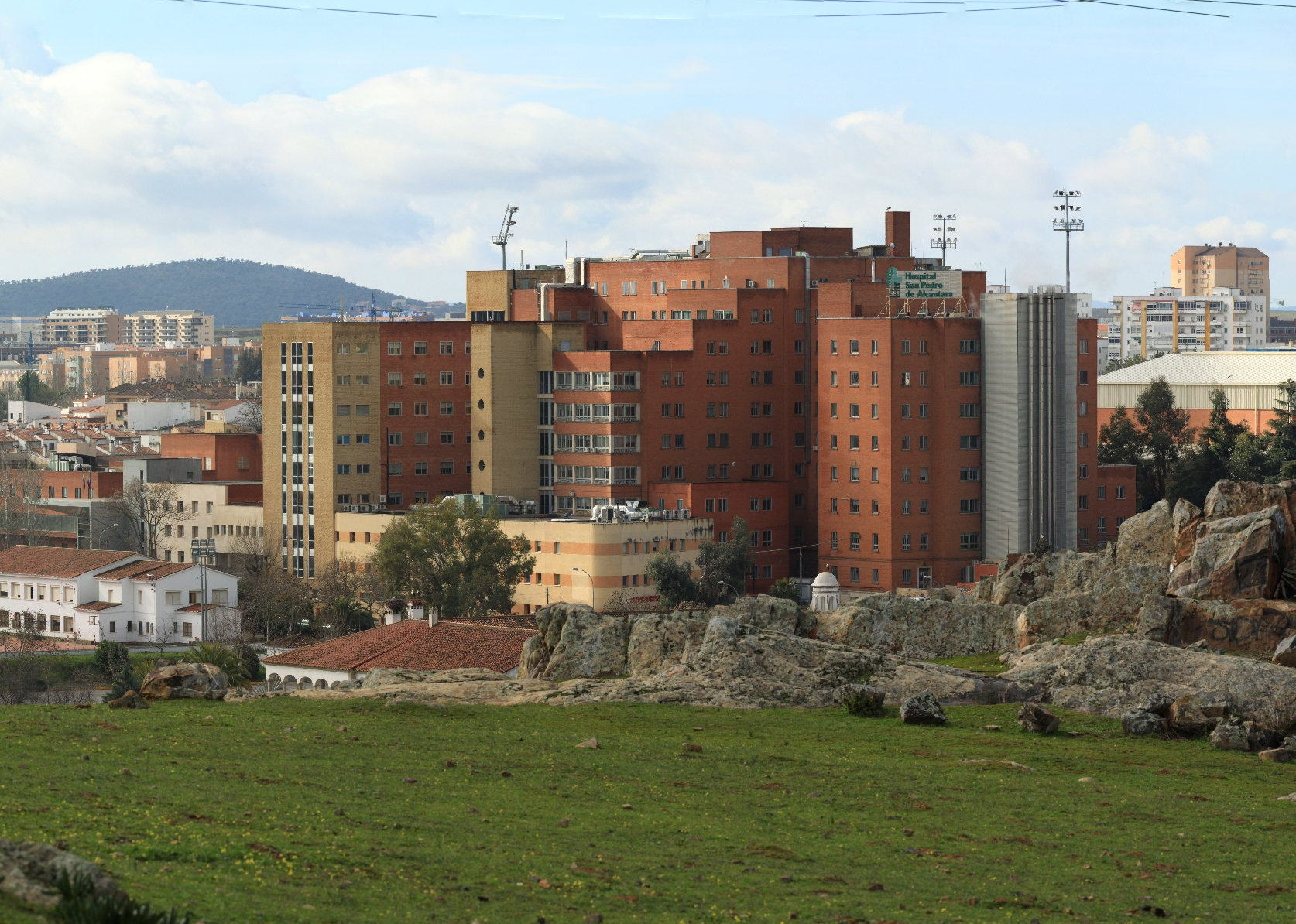
Vista del hospital San Pedro de Alcántara desde la parte baja de la sierra de la Mosca. El monasterio se aprecia parcialmente en la parte inferior de la imagen.

En 1953 se acordó ceder el colegio a la Orden Salesiana, que lo gestionó hasta 1964. Aunque este colegio solo seguiría en el monasterio por poco tiempo, en una parcela colindante se inauguró en 1973 un nuevo centro educativo con el mismo nombre, que sigue actualmente abierto junto al centro cultural como colegio público de la Junta de Extremadura pero que en 2018 cambió su denominación a “Ribera del Marco”.
A mediados del siglo XX se produjo el mayor cambio que ha tenido el entorno del edificio a lo largo de su historia, ya que la ciudad creció hasta integrarlo en el casco urbano. En la zona se fue construyendo a lo largo de la segunda mitad del siglo un gran complejo de instalaciones públicas conocido como "El Rodeo", dentro del cual se construyó, justo enfrente del monasterio, un nuevo hospital que fue inaugurado en 1956: el hospital San Pedro de Alcántara. Esto hizo que la zona recuperara su estatus de principal área sanitaria de la ciudad siete décadas después del traslado de 1892, a lo cual se sumaría la instalación al finalizar el siglo de un hospital privado al norte del monasterio, al que se denominó precisamente "San Francisco".

### Complejo cultural (desde 1981)

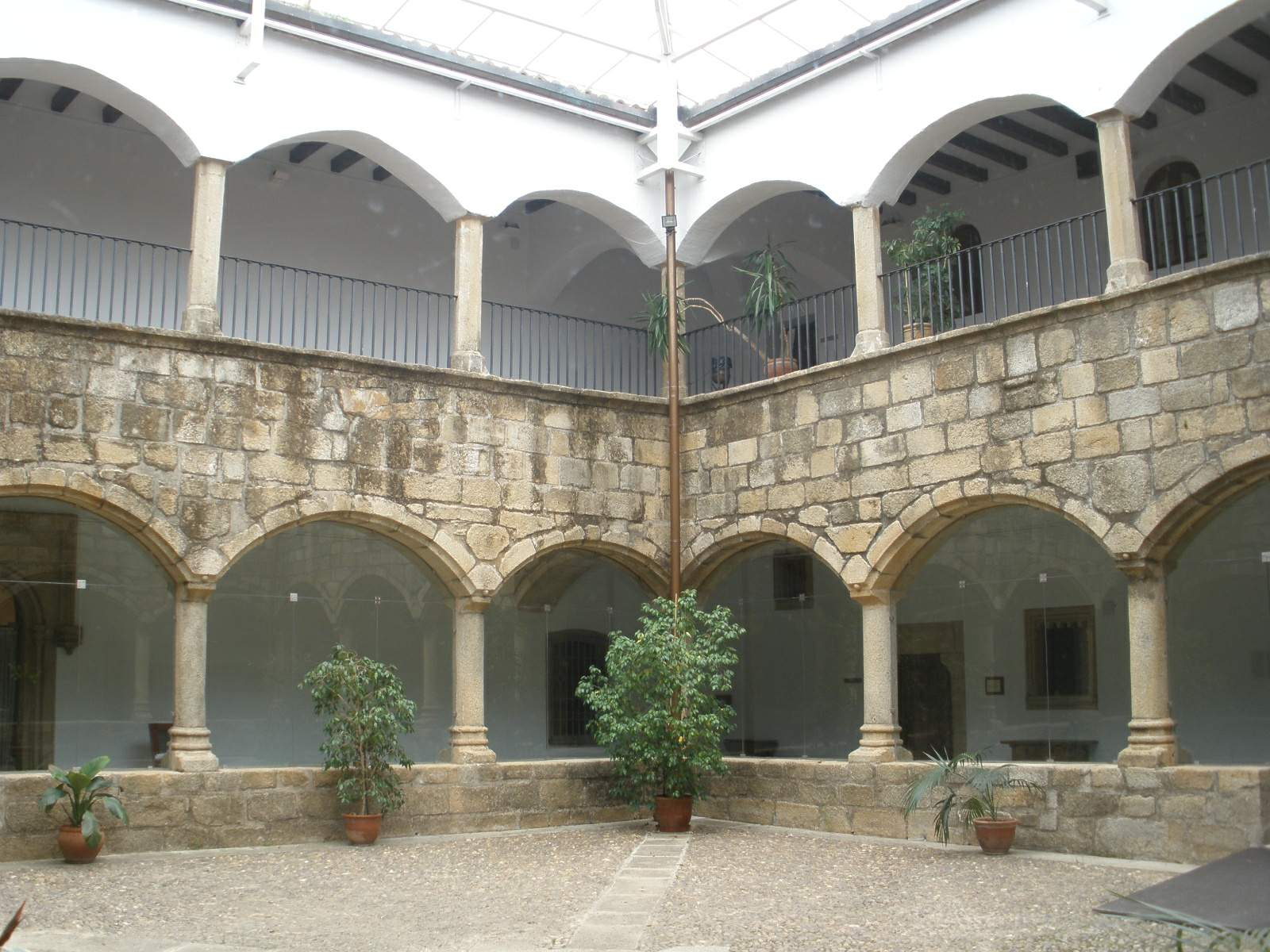
Interior del claustro Europa.

En 1981 se estableció el que, al menos hasta la actualidad, es el uso definitivo que se le ha dado al edificio: la Diputación Provincial de Cáceres lo estableció como su complejo cultural principal, un uso que se lleva ya prolongando durante casi medio siglo. Para ello, en las tres últimas décadas del siglo XX se llevaron a cabo importantes obras de restauración en el edificio.
En los primeros años del siglo XXI se ha consolidado la ubicación urbana del edificio, ya que las barriadas que se han ido construyendo en torno al monasterio han sido reconocidas como un nuevo barrio de la ciudad por el Ayuntamiento, con el nombre de San Francisco dentro del distrito Centro-Casco Antiguo. En 2007, la barriada tenía ya una población de 229 habitantes; tras una revisión de límites y un aumento de la urbanización, en 2019 había ya 653 habitantes viviendo en el barrio del monasterio. Dentro del edificio, han sido constantes las obras de mejora, tanto para optimizar su uso como complejo cultural como para mantener en buen estado el patrimonio histórico.

## Estructura

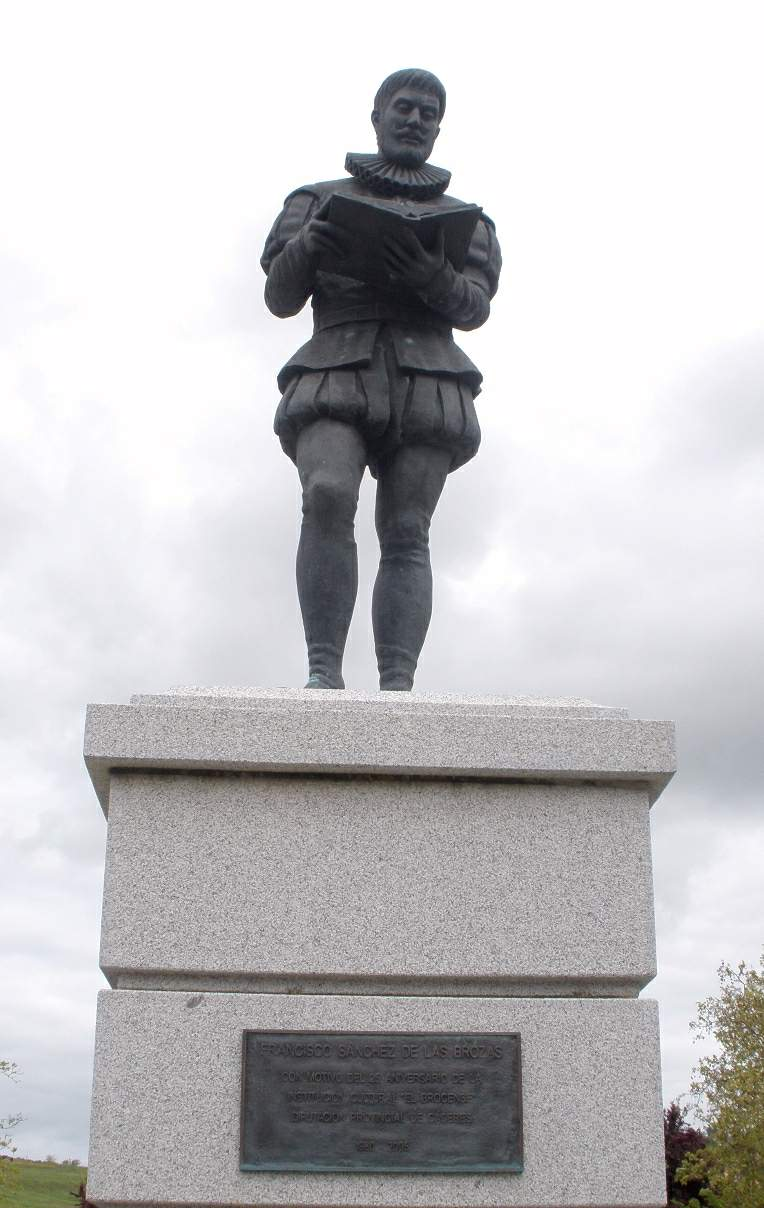
Monumento a Francisco Sánchez de las Brozas en el aparcamiento.

### Organización
La estructura general del edificio se ha mantenido estable a lo largo de la historia, pero han sido continuas las reformas de cada una de sus partes para adaptarse a los nuevos usos que se le han dado. Se desconoce con exactitud hasta dónde llegaban originalmente los límites del monasterio, puesto que sus huertas fueron enajenadas en el siglo XIX. Los límites oficiales actuales en la cartografía catastral incluyen un total de 20 880 m² que abarcan el monasterio propiamente dicho, la iglesia y una amplia zona de aparcamiento de vehículos. A esto se añaden dos parcelas colindantes que, sin formar parte del monasterio, albergan servicios de la Diputación Provincial de Cáceres: una designada como de "servicios generales" con 7115 m², que hace más amplios los aparcamientos, y otra designada como "Julián Murillo" con 5232 m², que de facto se ha convertido en una ampliación moderna del edificio inicial. En consecuencia, el conjunto edificado del monasterio puede dividirse en tres partes: la parte principal del monasterio, la iglesia y el edificio Julián Murillo.
Fuera de estos tres edificios, el elemento más destacable desde el punto de vista patrimonial es la estatua de Francisco Sánchez de las Brozas, obra de José Antonio Calderón Silos inaugurada en 2005 con motivo de la conmemoración de los 25 años de la institución cultural El Brocense. El artista, natural de Villanueva de la Serena, es uno de los autores contemporáneos de escultura callejera más conocidos en Extremadura, siendo su obra más famosa en Cáceres la estatua dedicada a la vendedora de periódicos Leoncia, ubicada junto a la iglesia de San Juan desde 1998.

### Parte principal del monasterio

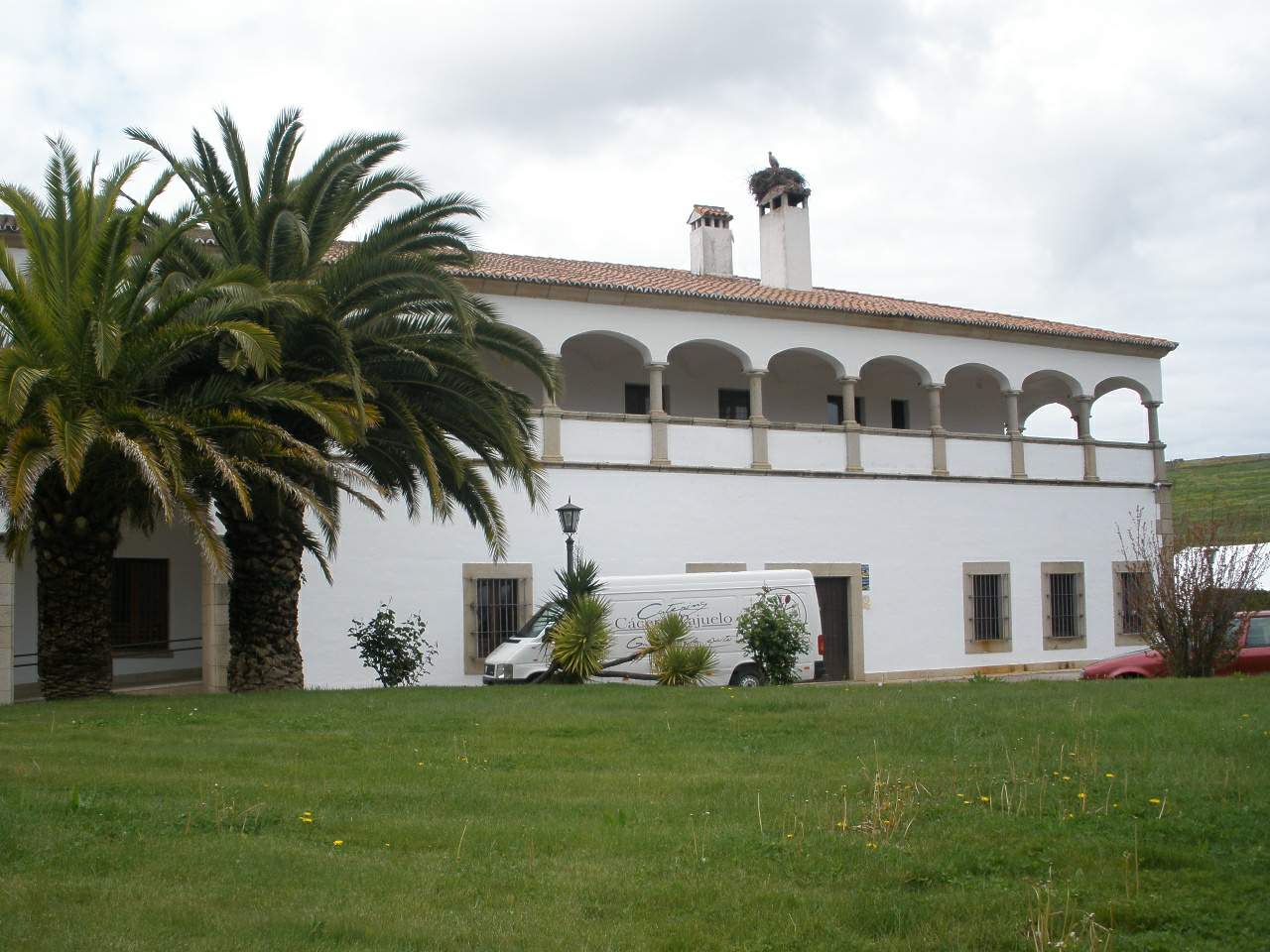
Fachada del edificio vista desde el aparcamiento.

La parte principal del monasterio se estructura en torno a dos claustros de tamaño similar ubicados en la parte meridional del edificio. Originalmente solo había un claustro tardogótico que estaba fabricado en una sola planta con sillería de granito, teniendo arcos escarzanos y dando acceso a las capillas nobles ubicadas junto a la iglesia. Con el tiempo se hizo necesario construir un segundo claustro, que se diferencia en su arquitectura del anterior en tener un aspecto más plateresco. En ambos claustros se construyó una planta superior que no existía originalmente. Fuera de los claustros, el principal elemento histórico-artístico del edificio es su vestíbulo, estructurado en cuatro bóvedas con adornos barrocos.
En las dos plantas de los dos claustros se albergaba una gran variedad de salas que cumplían las diversas funciones propias de un monasterio. Cuando se produjo la exclaustración, esta distribución se convirtió en una gran ventaja para adaptar fácilmente el edificio a los diversos usos que ha tenido. En la época del hospital, varias estancias se adecuaron para albergar a los enfermos, reservándose para ellos el piso bajo, los claustros altos y un dormitorio; el resto de zonas fueron destinadas generalmente a almacenes o zonas para empleados. Más tarde, se ubicaron las aulas del colegio del siglo XX en el claustro gótico y el comedor en la biblioteca, repartiéndose diversos servicios por el resto del edificio. Desde finales del siglo XX, las distintas salas fueron adaptándose como instalaciones culturales del complejo.

### Atrio

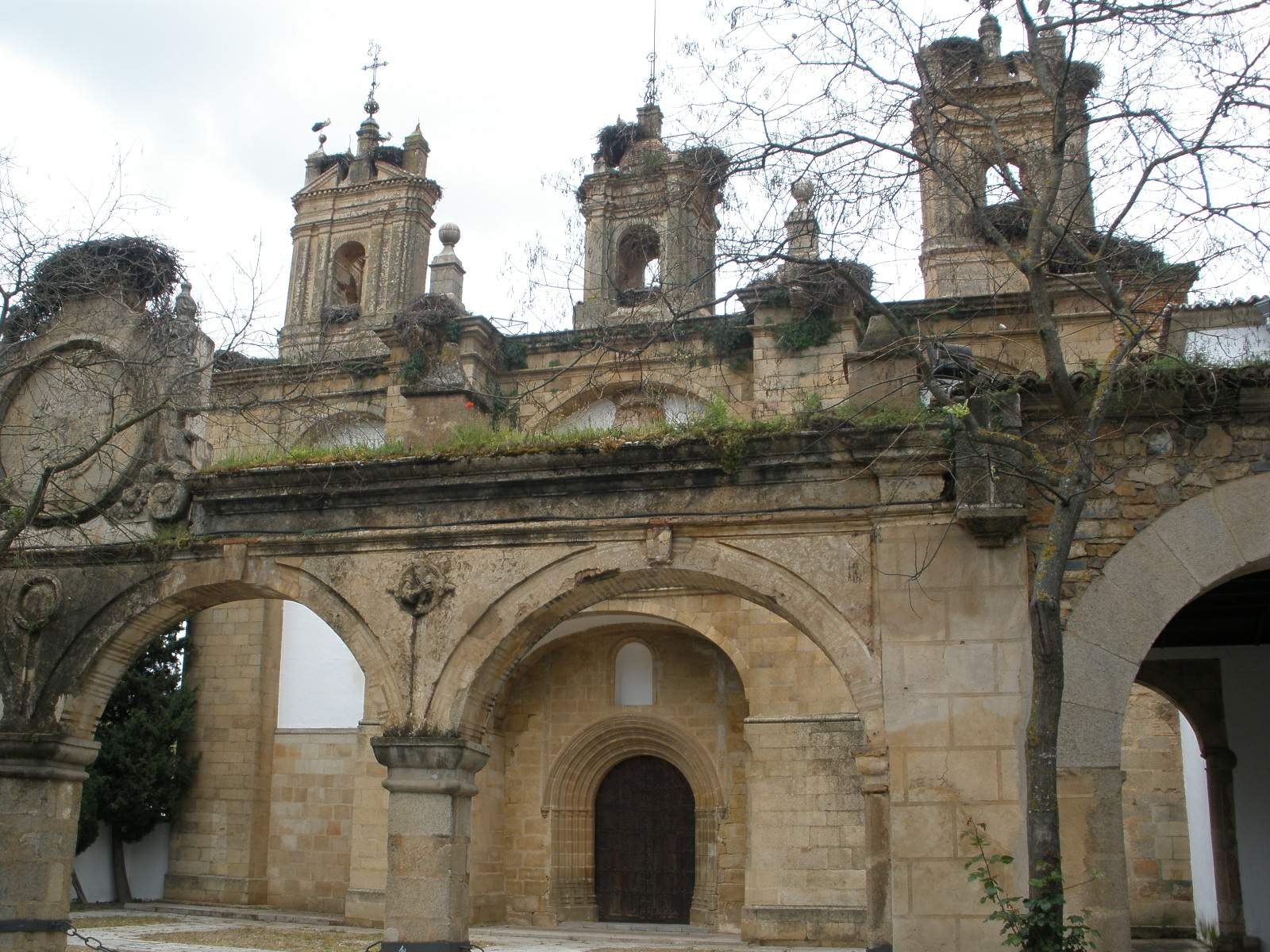
Vista exterior del atrio antes de las obras de restauración de 2016.

Uno de los elementos más conocidos del complejo, situado al aire libre entre el monasterio y su iglesia, es un atrio que separa la fachada principal del templo de la ronda de San Francisco. En la salida hacia la vía pública hay un frontón formado por cuatro arcos de medio punto; en la parte superior central del frontón hay un escudo sobre el cual hay una inscripción con la fecha de 1571. Este atrio tiene un aspecto renacentista muy posterior al del conjunto del complejo, con algunos elementos de inspiración colonial que podrían haber sido introducidos por algún fraile que había estado en misión en América.
El frontón del atrio era hasta el siglo XX uno de los elementos que más se habían deteriorado con el tiempo en el monasterio, debido a que su función estrictamente ornamental hizo que se considerara un elemento de menor importancia cada vez que se hacían reformas en el complejo. Tras la declaración de Bien de Interés Cultural en 1949, comenzó a llevarse a cabo un mantenimiento que hizo que se incluyera en las obras de conservación de los años 1980. La obra más completa tuvo lugar en 2016, cuando se llevó a cabo una rehabilitación completa de la arquería que le dio un aspecto totalmente renovado; estas obras duraron tres meses y en ellas fue necesario retirar varios nidos de cigüeñas al proceder de estas aves buena parte del daño que había en la estructura.

### Iglesia y capillas

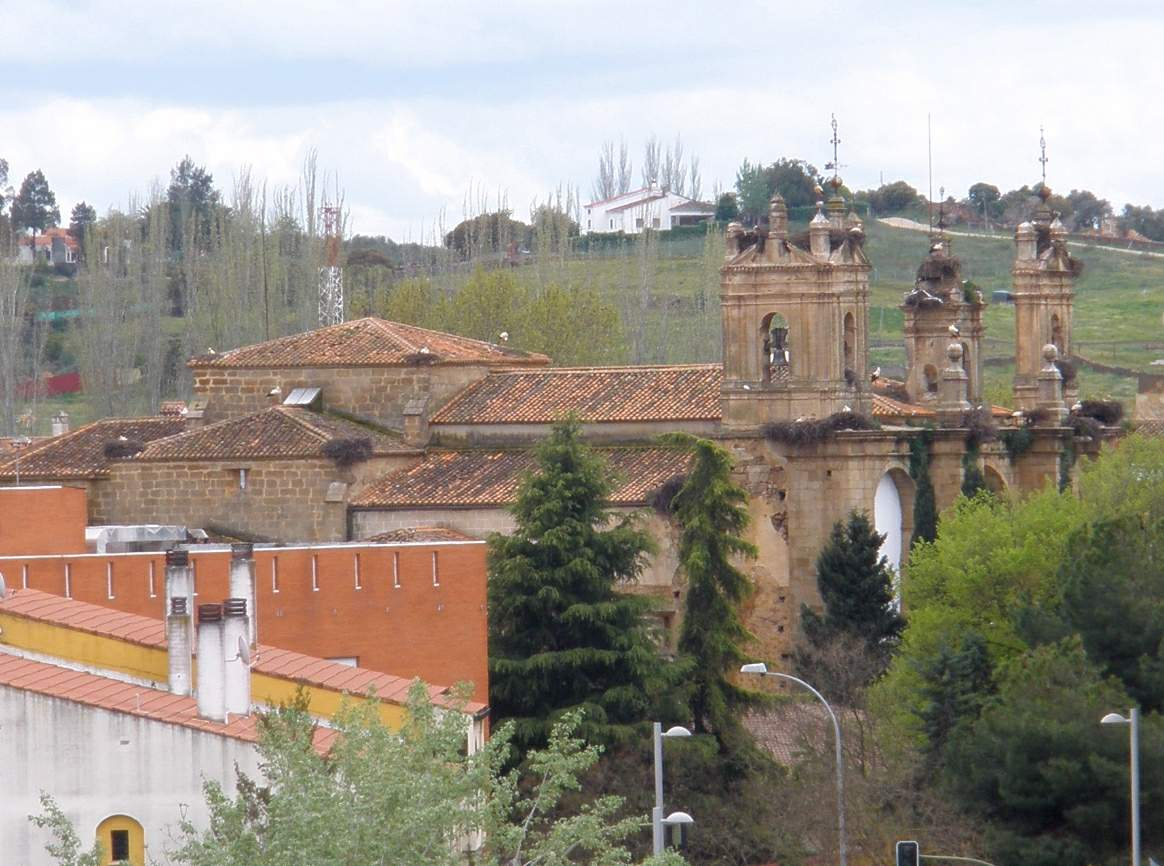
Vista general de la iglesia desde el casco antiguo.

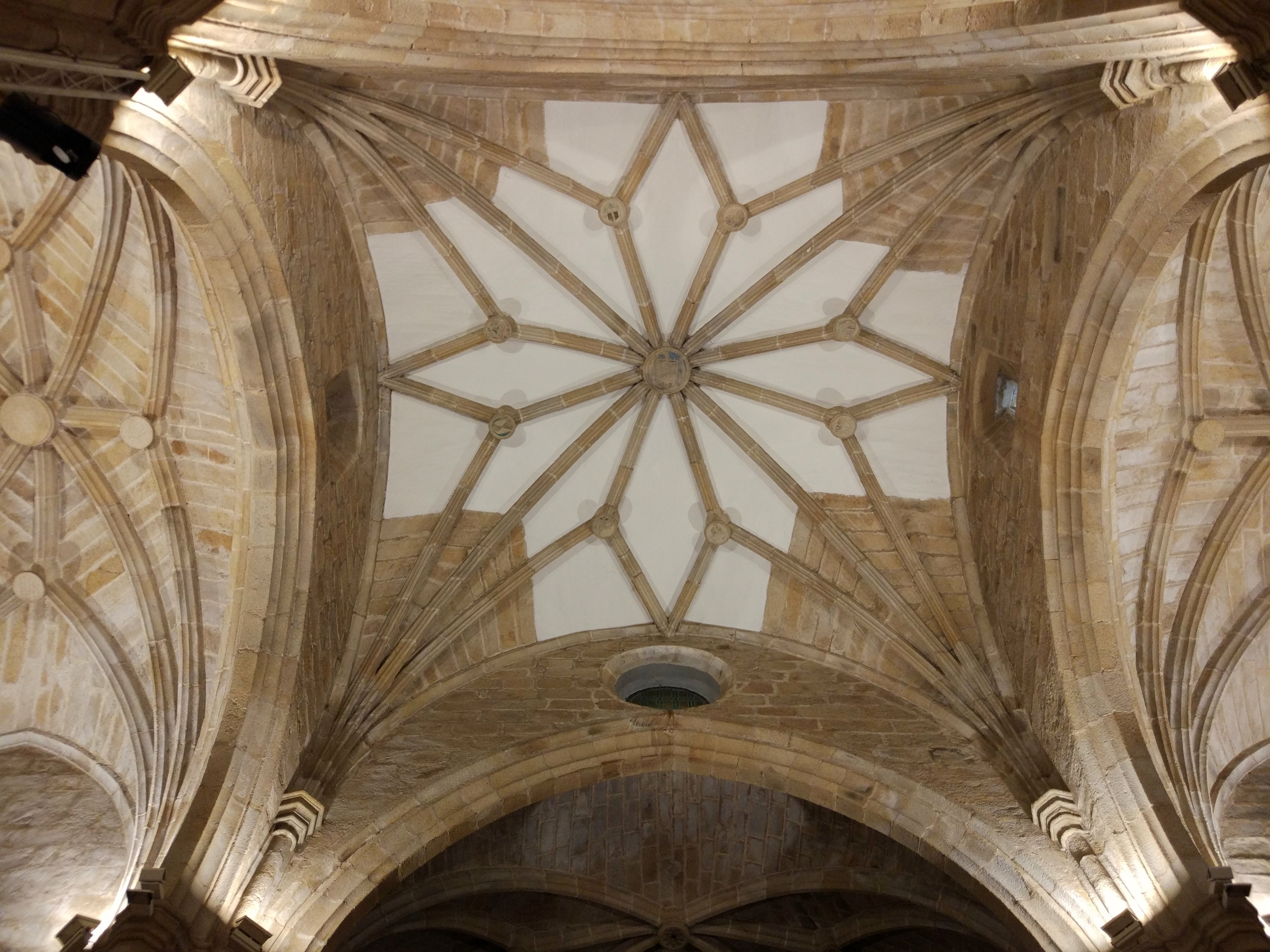
Bóveda en el interior de la iglesia.

La iglesia, actualmente utilizada como auditorio, es el elemento más destacado del monasterio en términos de tamaño y el único que mantuvo su función después de 1836. Pese a haber perdido el estatus de iglesia monástica con la exclaustración, volvió a estar abierta al culto tras desamortizarse el monasterio, salvo la capilla de los Torres, que se convirtió en el depósito de cadáveres del hospital. El templo no cerraría al culto hasta 1903, cuando comenzaron a restaurarse los altares como consecuencia de los graves problemas de humedad que impedían seguir usando el edificio.
El edificio, construido casi totalmente con cantería, es tardogótico, aunque desde el exterior aparenta ser más moderno al poseer una fachada herreriana con espadañas que, por su ubicación en el atrio, es uno de los elementos más conocidos del monasterio; esta fachada data de 1723, cuando hubo que hacer obras en la entrada de la iglesia porque esa parte del edificio estaba cediendo. Se estructura en tres naves, siendo su planta de cruz latina y estructurándose su parte superior con bóveda de crucería. El conjunto incluye ábside, coro, capillas y sacristía. No hay bienes muebles destacables tras haberse destruido el retablo en la Guerra Peninsular.
Uno de los elementos más peculiares del monasterio son las capillas y sepulcros que alberga, principalmente en torno a la iglesia. Fueron patrocinados personalmente por cada una de las principales familias nobles que contribuyeron a la construcción del edificio, que querían dejar su sello hasta el punto de ser enterrados allí. Un noble llegó a morir en duelo en el interior de la iglesia disputándose terrenos para sus sepulcros, siendo su rival excomulgado. Existen más de veinte capillas en el monasterio: seis de ellas se ubican en la parte principal de la iglesia y el resto se reparten entre las sacristías y el muro que la separa del claustro. Los usos que se han dado a estas capillas tras la exclaustración han sido múltiples, incluyendo depósito de cadáveres del hospital, almacén, carbonería, biblioteca, oficina del colegio y sala cultural, entre otros.

### Edificio Julián Murillo
El edificio Julián Murillo fue añadido al conjunto del monasterio en la segunda mitad del siglo XX, con una arquitectura mucho más moderna que el resto del complejo, por lo que no cuenta con el estatus de Bien de Interés Cultural. Está separado físicamente de la iglesia por un patio estrecho y recibe su nombre en honor a un médico ilustre de la ciudad del siglo XX. El edificio fue construido para que el hospicio de niños establecido en el monasterio desde el siglo XIX siguiera funcionando al reorganizarse el edificio histórico como complejo cultural. Esta fue su función hasta el año 2010, cuando los niños fueron trasladados a un nuevo centro de la Junta de Extremadura en el barrio de Nuevo Cáceres; en aquel momento quedaban en el Julián Murillo una treintena de niños de hasta seis años. Actualmente alberga un consorcio de servicios medioambientales, el Boletín Oficial de la Provincia, la sede provincial de la Agencia Extremeña de la Energía y el servicio de arquitectura de la Diputación.

## Actividad cultural

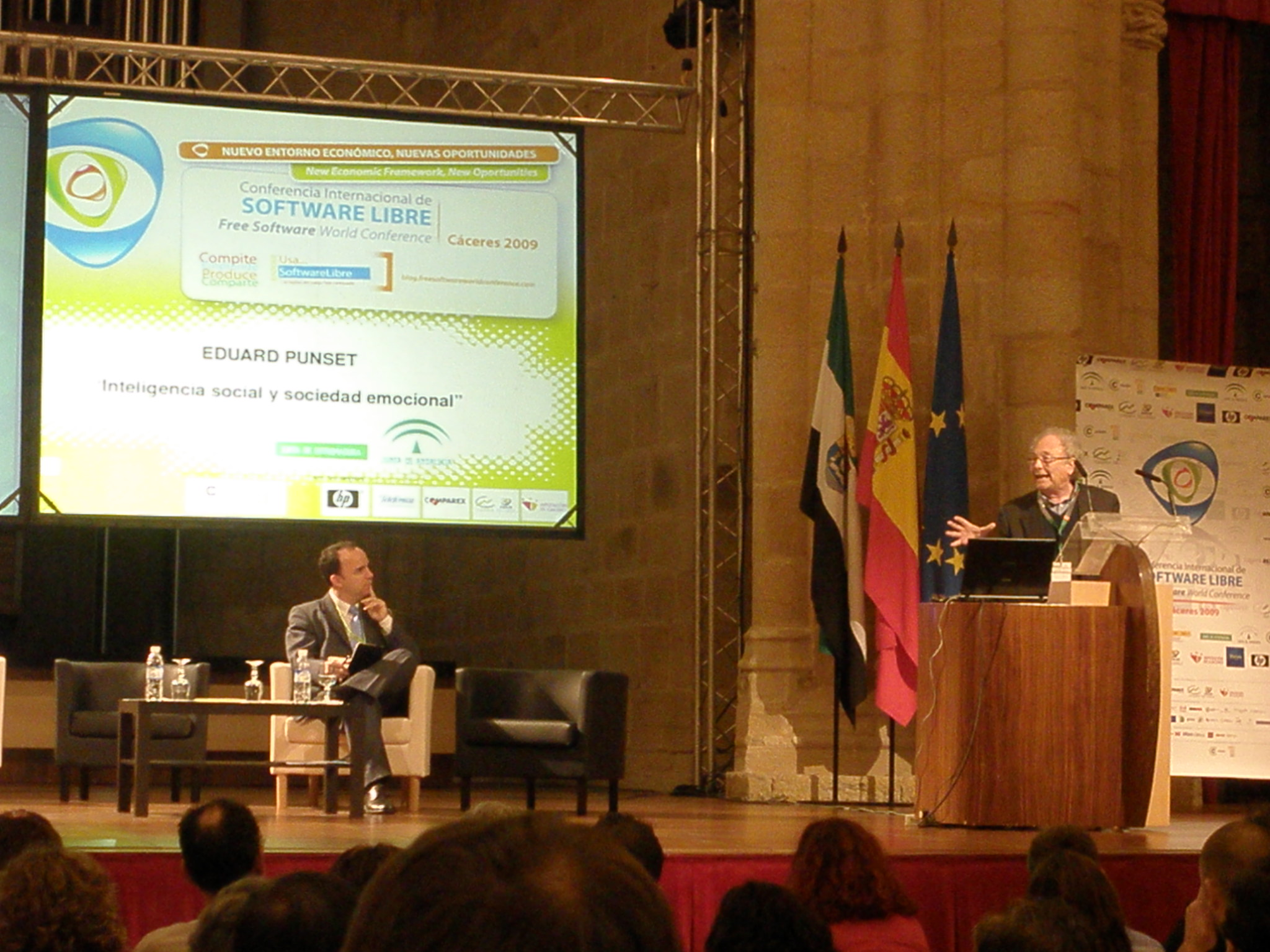
Conferencia de Eduard Punset en la iglesia-auditorio en el FSWC 2009.

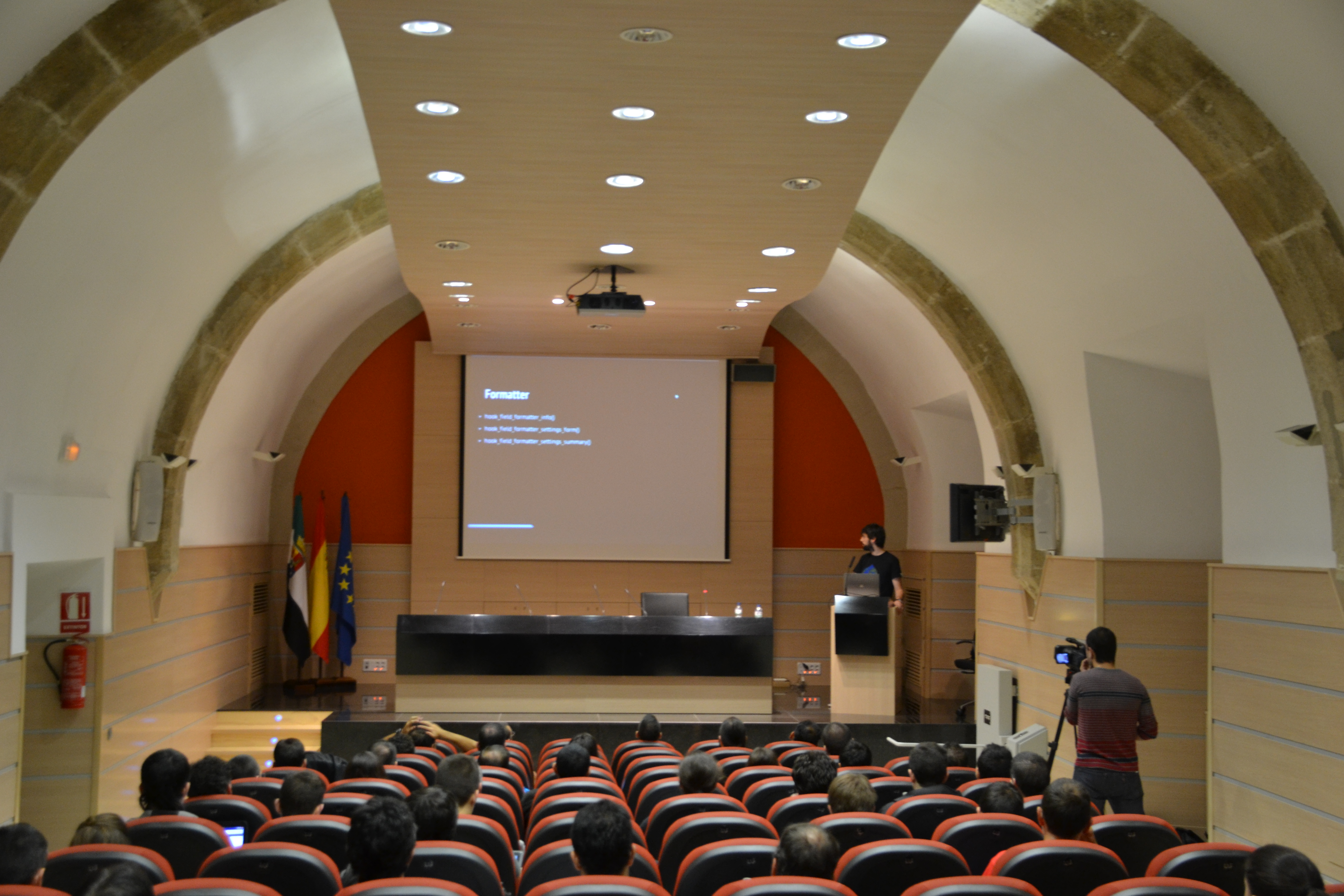
Sala Europa.

Por su extensión y su variedad estructural, es uno de los complejos culturales más grandes de Extremadura y la Diputación Provincial de Cáceres lo destina a una gran variedad de usos. Junto con el complejo cultural Santa María de Plasencia, el monasterio es uno de los dos grandes espacios que albergan la institución cultural El Brocense, entidad dependiente de la Diputación que se encarga de gestionar sus museos y exposiciones, centros de enseñanzas artísticas, publicaciones históricas y premios y certámenes. Dependiendo de dicha institución cultural, el monasterio alberga la Escuela de Danza de Cáceres. El edificio no se limita a funciones culturales, pues es también sede de oficinas administrativas de la propia Diputación, albergando los servicios de congresos y protocolo, bibliotecas, política social, teleasistencia e igualdad.
Sin embargo, el uso más destacado del complejo cultural no lo forman sus instalaciones fijas sino su utilización como sede de muy diversos eventos. Cualquier persona o entidad puede llevar a cabo actos culturales en la iglesia-auditorio, en los claustros y en diversas salas del complejo; en algunos casos basta con una mera autorización administrativa y en otros es necesario abonar cuantiosas tasas establecidas en una ordenanza fiscal provincial. Los eventos que se celebran en el monasterio incluyen normalmente congresos, conferencias, conciertos, obras de teatro y exposiciones, así como diversos tipos de jornadas temáticas. De forma más minoritaria, puede albergar otros eventos como rodajes cinematográficos, entregas de premios, reuniones de la Diputación y actos conmemorativos. El edificio suele ser también lugar habitual de las visitas a Cáceres de miembros de la Familia Real. En 2005, el complejo llegó a alcanzar los sesenta mil visitantes anuales.